# Julius Albert von Rohr
Julius Albert von Rohr (* 27. August 1647 in Zwickau; † 22. Mai 1712 in Merseburg) war sächsischer Jurist, Hofrat, Kammerherr und Domdechant.

## Leben
Julius Albert von Rohr wurde 1647 als Sohn von George Albrecht von Rohr und seiner Frau Barbara Catharina von Weißbach geboren. Der Vater war kurfürstlich-sächsischer Rittmeister sowie Domherr von Magdeburg und Naumburg. Nachdem im Jahr 1651 die Mutter und im Jahr 1653 der Vater verstorben war, kam Julius Albert von Rohr zu seinem Onkel, dem Amtshauptmann Hans Heinrich von Rohr zu Liebenwerda. In den Jahren seiner Kindheit wechselte er mehrfach den Wohnort: Er lebte bei einem Grafen von Pflugk in Cottewitz, dann bei dem Stall- und Kammermeister von Metzsch in Dresden, bei seiner Tante Anna Maria von Rohr und seit 1662 bei Verwandten in Elsterwerda. Von Rohr besuchte zunächst das Gymnasium in Bayreuth und anschließend die Universitäten von Wittenberg und Straßburg.
Seit 1662 bekleidete Julius Albert von Rohr das Amt eines Domherrs von Naumburg, seit 1670 war er Domherr von Merseburg. Zusätzlich bekleidete er seit 1686 das Amt des Domkustos von Naumburg und seit 1691 das des Domdekants von Meißen. Außerdem war er Propst am Merseburger Kollegiatstift St. Sixti.
Zeit seines Lebens war Julius Albert von Rohr eng mit dem sächsischen Herrscherhaus verbunden. Von Rohr war Erzieher des kursächsischen Prinzen Friedrich August, dem späteren Kurfürsten August dem Starken. Im Jahr 1704 wurde er von diesem zum Kammerherrn und Hofrat ernannt.
Im Jahr 1681 heiratete Julius Albert seine Cousine Christina Elisabeth von Rohr. Sie war die Tochter seines Onkels Hans Heinrich von Rohr und Erbin von dessen Besitzungen in Elsterwerda. Die Familie bewohnte das dortige Schloss, wo auch die meisten der 10 gemeinsamen Kinder des Paares geboren wurden, darunter:
- Hans Heinrich von Rohr, * 1682 in Elsterwerda, † 1682 in Elsterwerda
- Christina Elisabeth von Rohr, * 1686 in Elsterwerda, † 1759 in Merseburg
- Julius Bernhard von Rohr, * 1688 in Elsterwerda, † 1742 in Leipzig
- Christian Albrecht von Rohr, * 1690 in Elsterwerda
- Gottlob Julius von Rohr, * 1693 in Dresden
- Erdmuth Tugendreich von Rohr, * 1696 in Elsterwerda, † 1715 in Merseburg
- Johanna Henriette von Rohr, * 1697 in Elsterwerda
- Carl Julius Heinrich von Rohr, * 1702 in Elsterwerda, † 1704 in Elsterwerda

Aufgrund von Schulden musste er das Schloss Elsterwerda 1708 an Woldemar von Löwendal veräußern. Von Rohr verbrachte seine letzten Jahre auf Reisen. Von einer Reise nach Hamburg erholte er sich nicht mehr und starb schließlich im Mai 1712 in Merseburg. Der Leichnam wurde nach Naumburg überführt und in der dortigen Familiengruft beigesetzt.

## Schriften
- De nobilium insignibus, Dissertation 1671, (Digitalisat)
- Disp. de nobilium insignibus, 1698, (Digitalisat)